# Большая Игарка
Большая Игарка — река в России, протекает по территории Туруханского района Красноярского края. Длина реки — 156 км, площадь её водосборного бассейна — 1720 км². Впадает в Енисей слева на расстоянии 696 км от его устья, напротив города Игарки. Река протекает в малонаселённой местности, населённые пункты на реке отсутствуют.

## Данные водного реестра
По данным государственного водного реестра России относится к Енисейскому бассейновому округу.
- Код водного объекта 17010800412116100103335